# Рінальдо Роджеро
Рінальдо Роджеро (італ. Rinaldo Roggero, 1891, Савона — 1966) — італійський футболіст, що грав на позиції нападника за клуб «Савона». Згодом тренував цю ж команду.
Учасник Олімпійських ігор 1920 року у складі національної збірної Італії.

## Клубна кар'єра
У дорослому футболі дебютував 1913 року виступами за команду «Савона», кольори якої і захищав протягом усієї своєї кар'єри гравця, що до 1925 року з перервою, пов'язаною із перериванням футбольних змагань у період Першої світової війни.

## Виступи за збірну
1920 року був включений до складу футбольної збірної Італії на тогорічні Олімпійські ігри в Антверпені. На цьому турнірі взяв участь в одній грі, яка стала для гравця єдиною у формі національної збірної.

## Кар'єра тренера
Розпочав тренерську кар'єру, повернувшись до футболу після невеликої перерви, 1933 року, очоливши тренерський штаб рідного клубу «Савона».
У подальшому ще декілька разів приходив на тренерський місток «Савони», востаннє у сезоні 1946/47.
| Дата       | Місто     | Господарі | Результат | Гості  | Турнір  | Голи | Примітки |
| ---------- | --------- | --------- | --------- | ------ | ------- | ---- | -------- |
| 31/08/1920 | Антверпен | Норвегія  | 1 – 2     | Італія | ОІ-1920 | 0    |          |
| Усього     |           | Матчів    | 1         |        | Голів   | 0    |          |